# Battista Mezzera
Battista Mezzera (fl. XX secolo) è stato un calciatore italiano, di ruolo attaccante.

## Carriera
Con il Legnano disputa 6 gare nel campionato di Prima Divisione 1925-1926. Sempre con i lilla disputa 14 partite e realizza due reti nella stagione di Prima Divisione 1926-1927 ed una presenza nella stagione Prima Divisione 1927-1928.